# Drosophila parisiena
Drosophila parisiena är en tvåvingeart som beskrevs av Heed 1991. Drosophila parisiena ingår i släktet Drosophila och familjen daggflugor.
Artens utbredningsområde är Haiti, Dominikanska republiken, Kuba och Jamaica.